# Hrabstwo Powder River
Hrabstwo Powder River (ang. Powder River County) – hrabstwo w stanie Montana w Stanach Zjednoczonych. Obszar całkowity hrabstwa obejmuje powierzchnię 3297,94 mil² (8541,62 km²). Według szacunków United States Census Bureau w roku 2009 miało 1664 mieszkańców. Jego siedzibą jest Broadus.
Hrabstwo powstało w 1919 roku.

## Miasta
- Broadus
- Biddle (CDP)